# Penion
A Penion a csigák (Gastropoda) osztályának Sorbeoconcha rendjébe, ezen belül a kürtcsigafélék (Buccinidae) családjába tartozó nem.
A Penion-fajok Délkelet-Ausztrália és Új-Zéland endemikus élőlényei. Az árapály térségtől a mélyebb részekig megtalálhatók.

## Rendszerezés
A nembe az alábbi 7 élő faj és 34 fosszilis faj tartozik:
- †Penion affixus (Finlay, 1930)[8]
- †Penion asper (Marwick, 1928)[8]
- †Penion australocapax Stilwell & Zinsmeister, 1992[9][10][11]
- †Penion bartrumi (Laws, 1941)[8]
- †Penion brazieri (Fleming, 1955)[8]
- Penion chathamensis (Powell,  1938)[12]
- †Penion clifdenensis (Finlay, 1930)[8]
- †Penion crassus Frassinetti, 2000[13]
- †Penion crawfordi (Hutton,  1873)[8]
- Penion cuvierianus (Powell, 1927)[14][8][15]
- †Penion darwinianus (Philippi, 1887)
- †Penion diversum Frassinetti, 2000[13]
- †Penion domeykoanus (Philippi, 1887)[16]
- †Penion exoptatus (Powell & Bartrum, 1929)[8]
- †Penion finlayi (Laws, 1930)[8]
- †Penion gauli (Marwick, 1928)[8]
- †Penion haweraensis (Powell, 1931)[8]
- †Penion hiatulus (Powell, 1947)[8]
- †Penion huttoni (L.R. King, 1934)[8]
- †Penion imperfectus (Powell, 1947)[8]
- †Penion interjunctus (Finlay, 1930)[8]
- †Penion koruahinensis (Powell & Bartrum, 1928)[8]
- Penion lineatus Marshall, Hills & Vaux, 2018[7][17]
- †Penion longirostris (Tate, 1888)[16]
- †Penion macsporrani (Philippi, 1887)
- Penion mandarinus (Duclos, P.L., 1831)[16]
- †Penion marwicki (Finlay, 1930)[8]
- Penion maximus (Tryon, G.W., 1881)[16]
- †Penion oncodes (Philippi, 1887)
- Penion ormesi (Powell, 1927)
- †Penion parans (Finlay, 1930)[8]
- †Penion patagonensis Reichler, 2010[18]
- †Penion petitianus (d'Orbigny, 1842)
- †Penion proavitus (Finlay & Marwick, 1937)[8]
- †Penion roblini (Tenison Woods, 1876)[16]
- †Penion spatiosus (Tate, 1888)[16]
- †Penion subrectus (Ihering, 1899)[16][19]
- †Penion subreflexus (G.B. Sowerby I, 1846)[16]
- †Penion subregularis (d'Orbigny, 1852)
- Penion sulcatus (Lamarck, 1816)[14][8][12]
- †Penion winthropi (Marwick, 1965)[8]

### Fordítás
- Ez a szócikk részben vagy egészben  a   Penion című angol Wikipédia-szócikk ezen változatának fordításán alapul.  Az eredeti cikk szerkesztőit annak laptörténete sorolja fel. Ez a jelzés csupán a megfogalmazás eredetét és a szerzői jogokat jelzi, nem szolgál a cikkben szereplő információk forrásmegjelöléseként.